# Janabai
Janabai war eine marathische Heilige (sant) und Dichterin in der Hindu-Tradition Indiens, die wahrscheinlich im siebten oder achten Jahrzehnt des 13. Jahrhunderts geboren wurde. Sie starb im Jahr 1350.
Janabai wurde in Gangakhed, Maharashtra geboren. Ihre Eltern Dama und Karund gehörten dem Kastensystem nach zu den Matang, einer unteren Kaste. Nachdem ihre Mutter gestorben war, nahm ihr Vater sie mit nach Pandharpur. Dort wurde sie Dienstmädchen im Haushalt Namdevs und dessen Frau Gonai.
Durch den Einfluss ihres religiösen Umfelds und ihre angeborene Neigung war Janabai stets eine glühende Verehrerin Vitthals. Sie war auch eine begabte Dichterin. Obwohl sie nie eine formale Schulbildung hatte, verfasste sie viele hochwertige religiöse Verse der abhanga (अभंग)-Form. Derzeit sind in etwa 300 ihrer abhangs überliefert.
Zusammen mit Dnyaneshwar, Namdev, Eknath und Tukaram gehört Janabai zu den Marathi-Heiligen, die besonders in der Varkari-Bewegung in Maharashtra verehrt werden.